# Rhamnus pumila
Rhamnus pumila es una especie de plantas de la familia Rhamnaceae, perteneciente a las fanerógamas.

## Descripción
Es un arbusto decumbente, de hasta 20 cm, inerme, con al menos las ramas jóvenes pubescentes. Las hojas de 16-31 x 11-16 mm, alternas, obovadas o elípticas, agudas, acuminadas, a veces obtusas, remotamente serradas, glabras, caducas, con pecíolo de hasta 4,5 mm, pubescente. Flores fasciculadas, con pedicelos de hasta 4 mm. Cáliz con 4 sépalos de I,5-3 x 1-1,2 mm, triangular-lanceolados, glabros. Pétalos ausentes. Disco glabro. Frutos de 2,8- 3,2 x 2,6-2,8 mm, verdosos, con 3-4 pirenos, glabros. Semillas de 2,9-3,3 mm, con surco entero. Florece de junio a julio.

## Distribución y hábitat
Se encuentra en grietas de rocas calcáreas en Grazalema o la Serranía de Cuenca. Distribución general: en las montañas del sur de Europa, desde la península ibérica hasta Albania.

## Taxonomía
Rhamnus pumila fue descrita por Antonio Turra y publicado en Giornale d'Italia spettante alla scienza naturale 1: 120, en el año 1764.
Citología
Número de cromosomas de Rhamnus pumila (Fam. Rhamnaceae) y táxones infraespecíficos: 2n=20c
Sinonimia
- Rhamnus pumilus
- Atulandra valentina Raf.
- Forgerouxa repens Raf.
- Frangula rotundifolia Mill.
- Oreoherzogia pumila (Turra) W.Vent	[4]

## Nombres comunes
- Castellano: amargoso de peña, carrasquillo, chopera, sireretes de pastor.[5]